# Alexandra Losito
Alexandra Losito (* 1972 in Berlin) ist eine deutsche Schauspielerin und Musicaldarstellerin.

## Leben und Wirken
Alexandra Losito machte ihre Ausbildung in Tanz, Gesang und Schauspiel an der Musicalschule Berlin. Auf Workshops in London (Contemporary Dance School, Pineapple Dance Center) und Los Angeles (Tremain Center, The Edge Dance Center) erweiterte sie anschließend ihr tänzerisches Repertoire. In der Episode erhielt sie Theaterengagements in Berlin, am Stadttheater Bremerhaven, in Lübeck und Frankfurt (Oder). Während dieser Zeit hatte sie Rollen in Musicals wie Jesus Christ Superstar, Evita, The Rocky Horror Show und West Side Story. Bis ins Jahr 2003 war sie zudem in zahlreichen Filmen und Fernsehserien wie Polizeiruf 110, SOKO Leipzig, Fieber – Ärzte für das Leben, Wolffs Revier, Alarm für Cobra 11 und Lindenstraße zu sehen.
Alexandra Losito ist als Lehrerin am Ballettcentrum Berlin tätig.

## Filmografie (Auswahl)
- 1997: Ein Mord für Quandt (Fernsehserie, 1 Episode)
- 1998: Wolffs Revier (Fernsehserie, 1 Episode)
- 1998: Alarm für Cobra 11 – Die Autobahnpolizei (Fernsehserie, 1 Episode)
- 1998–2000: Fieber – Ärzte für das Leben (Fernsehserie, 22 Episoden)
- 1999: Tanja (Fernsehserie, 1 Episode)
- 1999: Polizeiruf 110 (Fernsehserie, 1 Episode)
- 1999–2000: Im Namen des Gesetzes (Fernsehserie, 2 Episoden)
- 2001: Lindenstraße (Fernsehserie, 4 Episoden)
- 2001: Die Kommissarin (Fernsehserie, 1 Episode)
- 2002: In aller Freundschaft (Fernsehserie, 1 Episode)
- 2003: SOKO Leipzig (Fernsehserie, 1 Episode)